# Ясень глубокий
Ясень глубокий (лат. Fraxinus profunda) — вид деревьев Fraxinus (ясень), произрастающей в восточной части Северной Америки, в основном в Соединённых Штатах, с разрозненным распространением на атлантической прибрежной равнине и внутренних низменных речных долинах от юга Мэриленда на северо-запад до Индианы, на юго-восток до на севере Флориды и с юго-запада на юго-восток от Миссури до Луизианы, а также локально на крайнем юге Канады в округе Эссекс, Онтарио. Родиной являются болота. Это дерево очень важно с экологической и экономической точек зрения. В настоящее время Fraxinus profunda угрожает изумрудная ясеневая златка, которая угрожает всем видам ясеней в Северной Америке. Плоды тыквенного ясеня также являются самыми крупными из всех ясеней в восточной части Северной Америки.

## Таксономия
Ясень глубокий является членом семейства Oleaceae и имеет два синонима Fraxinus michauxii Britton и Fraxinus tomentosa Michx. f. Бенджамин Франклин Буш описал вид в 1901 году. Было ошибочно выдвинуто предположение, что представляет собой плодородный гибрид Fraxinus pennsylvanica и Fraxinus americana. Это дерево также считается гексаплоидом и имеет 138 хромосом. Считалось, что оно представляет собой нечто среднее между Fraxinus pennsylvanica и Fraxinus americana, потому что они имеют общие черты, такие как абаксиальная поверхность листьев и то, как кора развивается по мере старения. Несмотря на сходство, было установлено, что Fraxinus profunda является филогенетически отличным видом.
Название дерева в США — pumpkin ash («тыквенный ясень») — происходит от опухшего ствола, который можно найти у основания дерева. Другие распространенные названия Fraxinus profunda — ясень красный или ясень выпуклый.

## Морфология
В то время как обычное листопадное дерево среднего размера достигает 12-30 м в высоту со стволом до 1 м в диаметре, данный вид ясеня может достигать до 50 м в высоту с диаметром ствола до 4,7 м. Кора серая, толстая и трещиноватая с ромбовидным рисунком на взрослых деревьях. Зимние почки от тёмно-коричневого до черноватого цвета, с бархатистой текстурой. Листья супротивные, перистые, с 7-9 листочками; каждый лист 25-40 см длиной, листочки 8-20 см длиной и 5-8 см шириной, с мелкозубчатым краем; они опушены на нижней стороне и вдоль позвоночника. Листочки черешковые, с коротким черешком. Ясень глубокий относится к покрытосеменным растениям, что означает, что у них есть цветы и плоды, а не семена. Цветы появляются в метелках весной незадолго до появления новых листьев; они неприметные пурпурно-зелёные, без лепестков и опыляются ветром.
Плод — крылатка; это самый крупный из всех видов ясеня в Северной Америке, 5-8 см длиной, состоит из одного семени с удлинённым верхушечным крылом 9 мм широкий.
Листья Fraxinus profunda имеют абаксиальную сторону, очень похожую на Fraxinus americana. По мере того, как дерево ясеня глубокого растёт и становится старше, кора начинает превращаться в твёрдые гребни, которые непрерывны, как белый пепел.
Как и другие виды в секции Melioides, Fraxinus profunda двудомный, с мужскими и женскими цветками, образующимися на отдельных особях.
Это дерево встречается в основном на болотах. Ясень глубокий является кормовым растением для личинок нескольких видов чешуекрылых, см. Список чешуекрылых, питающихся ясенями. Ему также серьёзно угрожает инвазивный азиатский изумрудный ясеневый мотылёк. В 2017 году МСОП оценил ясень глубокий как находящийся под угрозой исчезновения из-за массового сокращения популяции на большей части его ареала из-за изумрудного ясеневого мотылька. Изумрудный ясеневый бурильщик был впервые обнаружен в Мичигане в 2002 году Изумрудно-ясеневая златка атакует луб ясеня. В течение шестилетнего периода EAB может быстро распространяться и перемещаться среди местных популяций ясеня. Ясень глубокий ценен в хозяйственном и экологическом отношении. Ясень глубокий также подвержен огню.

## Воспроизведение
Плодоношение может начаться уже в десятилетнем возрасте. Семена прорастают летом и осыпаются ранней осенью. Когда семена падают, наиболее распространённым типом распространения является ветер, но когда тыквенный ясень растёт на влажных участках, семена также могут распространяться по воде и могут выдерживать влажные условия в течение нескольких месяцев.
В виде сеянцев хорошо растёт на влажных почвах. Плотный покров не приносит пользы молодым деревьям, и они будут очень быстро расти на открытых участках с голой землёй. В условиях освещения и влажности саженец будет расти очень быстро и часто может перерасти другие виды деревьев.

## Распределение
Fraxinus profunda — болотное дерево. Эти водно-болотные угодья и болота включают такие типы земель, как приливные лиманные болота, впадины на прибрежных равнинах, пойменные равнины и прибрежные болота. Ареал ясеня глубокого имеет тенденцию быть прерывистым. Его родной ареал находится в болотах и руслах рек на юге, вплоть до северной Флориды, и вдоль восточного побережья до южной Виргинии. Несколько ясеней можно найти в южных частях Иллинойса и Индианы, северных частях Арканзаса и южных частях Миссури. Он был искоренён в Северной Каролине, Южной Каролине и Флориде.

### Климат
В районах, где растут ясени глубокие, обычно выпадает в среднем от 40 до 48 дюймов (от 100 до 120 см) осадков в год. В течение вегетационного периода, с марта по сентябрь, среднее количество осадков составляет около 26 дюймов (66 см). Средняя температура в районах с этим деревом составляет около 80 °F (≈27 °C) в северных штатах и 82 °F (≈28 °C) в южных штатах. В зимний сезон средние температуры колеблются от 35 °F (≈2 °C) в северных штатах до 60 °F (15 °C) в южных штатах. Зола может выдерживать температуры до −24 °F (-31 °C).

### Почвы
Ясень глубокий может расти на заболоченных почвах, в том числе на любых почвах, от илистых суглинков до глинистых суглинков. Хотя деревья ясеня глубокого растут во влажных почвах, они, как правило, растут медленнее всего в этих условиях и быстрее всего растут на более высоких гребнях болот, которые дренируют более эффективно.

## Использование
Ясень глубокий обеспечивает ресурсами людей и животных, таких как олени и птицы. Например, лесные утки предпочитают питаться его плодами, а олени — ветками и листьями. Люди используют древесные части дерева в качестве пиломатериалов для строительства. Помимо использования в качестве пиломатериалов, древесину ясеня глубокого также можно использовать в таких инструментах, как ложки или ручки. Древесина также может быть использована в качестве пиломатериалов, товаров для военно-морского флота и товаров для детского сада.